# Коханов Микола Степанович
Коханов Микола Степанович (?, Харківська губернія, Російська імперія — грудень 1920, ?) — командир полку Дієвої Армії УНР.

## Біографія
Родом із Харківщини. На початку Першої світової війни вступив однорічником 2-го розряду до 10-го уланського Одеського полку, у складі якого брав участь у боях. Закінчив Володимирське військове училище у лютому 1917 року. Останнє звання у російській армії — підпоручик.
У 1919 році служив у 1-й сотні 2-го кінного Переяславського полку Дієвої Армії УНР. 
З 21 січня 1920 року — командир цього полку, перейменованого 29 січня 1920 року на 2-й кінний ім. М. Залізняка. 
З 12 квітня 1920 року — у розпорядженні штабу Волинської дивізії Армії УНР. 
У червні—липні 1920 року — інструктор кінного відділу Кам'янецької спільної юнацької школи. 
З 1 серпня 1920 року — помічник командира 4-го Ніжинського кінного полку ім. І. Сірка Армії УНР.
Загинув на дуелі.